# Agathia laetata

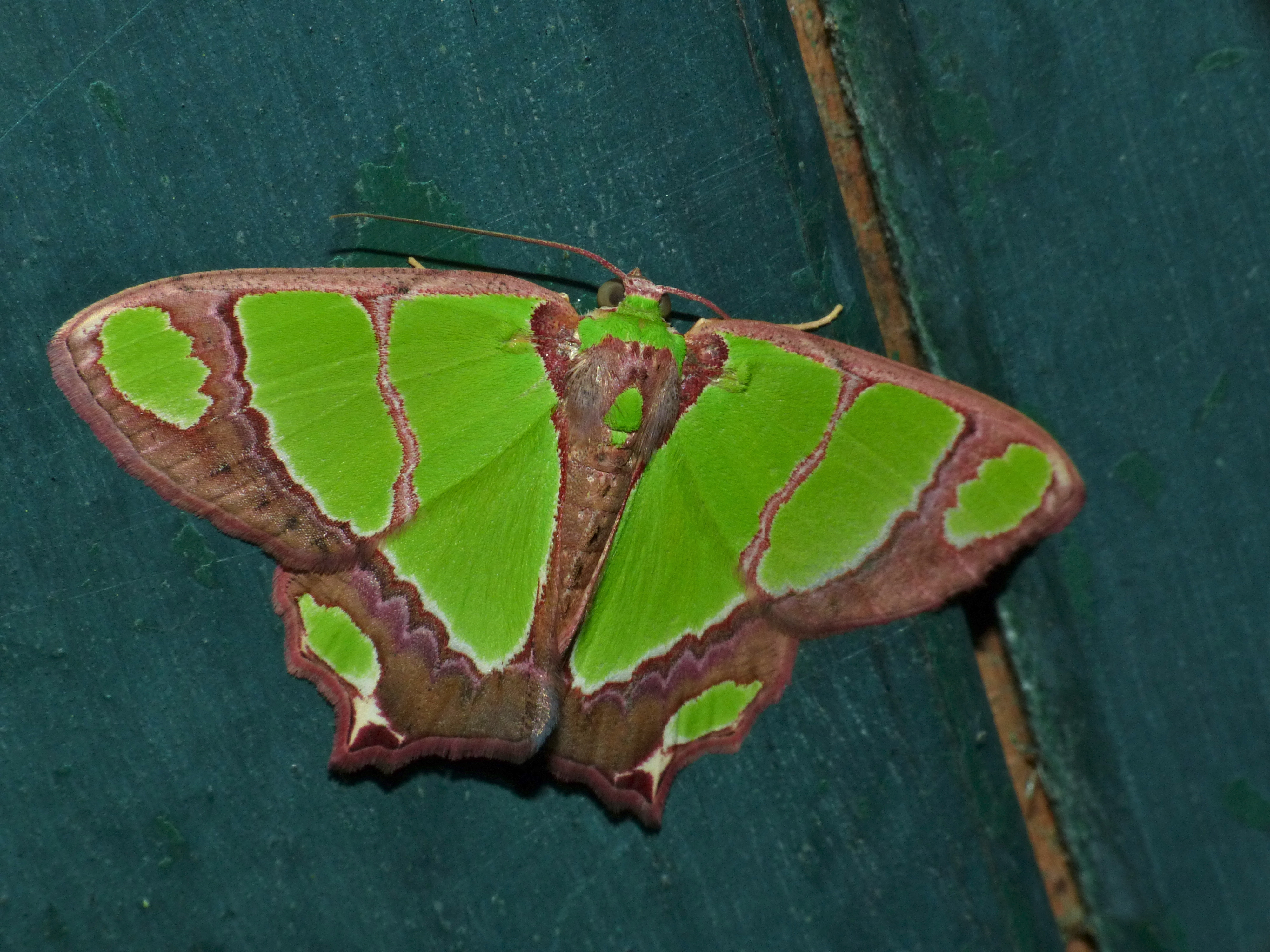
Agathia quinaria
(zum Vergleich)

Agathia laetata ist ein in Asien vorkommender Schmetterling aus der Familie der Spanner (Geometridae).

## Merkmale

### Falter
Die Falter erreichen eine Flügelspannweite von 31 bis 36 Millimetern. Die Flügeloberseiten zeigen eine auffallend grasgrüne Farbe. Der Vorderrand der Vorderflügel hat eine hellgraue, der Außenrand eine schwarzgraue Farbe und gabelt sich am Apex Y-förmig. Von der Mitte des Vorderrandes der Vorderflügel zeigt ein sehr kurzes kommaähnliches Zeichen in Richtung der Flügelmitte. Der Außen- und der Innenrand der Hinterflügel sind mit einem schwarzgrauen Band eingefasst, in der Mitte des Außenrandes hebt sich jedoch ein grüner Bereich ab. Nahe dem Analwinkel befinden sich kurze, spitze, schwarzgraue Schwänzchen.

### Ähnliche Arten
Farblich ähnliche Falter der Gattung Agathia, so auch Agathia quinaria unterscheiden sich durch eine zusätzliche schmale hellbraune Querlinie auf der Vorderflügeloberseite, die durch die Diskalregion verläuft.

## Verbreitung und Lebensraum
Das Verbreitungsgebiet von Agathia laetata umfasst Indien, Indonesien, Thailand, Malaysia, Südchina, Japan und Taiwan. Hauptlebensraum sind Tieflandwälder sowie Berggebiete in niedrigen und mittleren Höhen.

## Lebensweise
Die Falter sind in sämtlichen Monaten des Jahres anzutreffen, schwerpunktmäßig im März/April, Juli und November. Die Raupen ernähren sich von den Blättern von Hundsgiftgewächsen (Apocynaceae) oder Seidenpflanzengewächse (Asclepiadoideae). Weitere Details zur Lebensweise der Art müssen noch erforscht werden.